# Crassula pseudhemisphaerica
Crassula pseudhemisphaerica (лат.) — вид суккулентных растений рода Толстянка (Crassula) семейства Толстянковые (Crassulaceae), естественно произрастающий на территории Намибии и Капской провинции Южно-Африканской Республики.

## Название
Родовое латинское название Crassula происходит от латинского слова crassus, — «толстый», в основном из-за присутствия у растений этого рода сочных листьев.
Видовой латинский эпитет pseudhemisphaerica происходит от греч. pseudo — «ложный» и лат. hemispherical — «полусферический».

## Ботаническое описание
Растение характеризуется малоразветвленным стелющимся побегом, формирующими небольшие грозди высотой до 20 см в период цветения. Корни мочковатые. Листья имеют размеры от 8 до 45 мм в длину и от 10 до 50 мм в ширину, они плоские, расположены в четыре ряда, их форма изменчива от обратнояйцевидной до округлой. Листовая структура плотно черепичатая, формируя сетчатые шаровидные образования. Цвет листьев варьирует от зеленого до желтовато-зеленого, часто с пятнами, края листьев реснитчатые, а их концы округлены.
Цветки собраны в верхушечные соцветия, представленные удлиненными тирсами с многочисленными дихазиями, достигающими длины до 25 см. Чашелистики имеют продолговато-треугольную форму, длиной до 3 мм, венчик цветка желтоватый, трубчатый, до 5 мм в длину, его лепестки у основания коротко сросшиеся и продолговато-ланцетные, раскидистые и загибающиеся. Пыльники окрашены в желтый цвет.

## Таксономия
Crassula pseudhemisphaerica Friedrich, первое упоминание в Mitt. Bot. Staatssamml. München 3: 594 (1960).